# Lijst van Stolpersteine in Voorne aan Zee

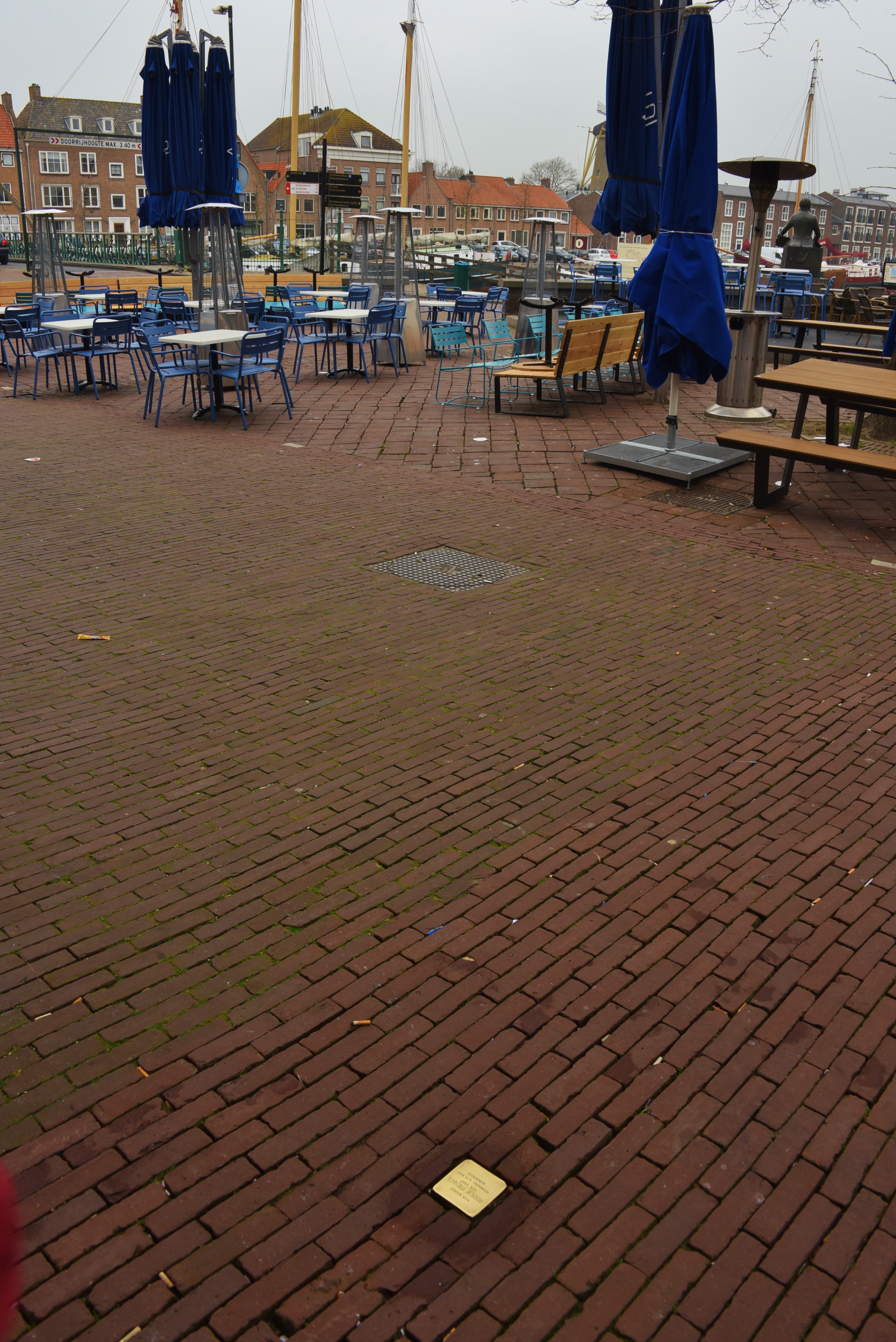
Stolperstein voor Roosje Frenkel in Hellevoetsluis

De lijst van Stolpersteine in Voorne aan Zee geeft een overzicht van de gedenkstenen die in de gemeente Voorne aan Zee in Zuid-Holland zijn geplaatst in het kader van het Stolpersteine-project van de Duitse beeldhouwer-kunstenaar Gunter Demnig.
Stolpersteine zijn opgedragen aan slachtoffers van het nationaalsocialisme, al diegenen die zijn vervolgd, gedeporteerd, vermoord, gedwongen te emigreren of tot zelfmoord gedreven door het nazi-regime. Demnig legt voor elk slachtoffer een aparte steen, meestal voor de laatste zelfgekozen woning.
Omdat het Stolpersteine-project doorloopt, kan deze lijst onvolledig zijn.

## Stolpersteine
In gemeente Voorne aan Zee liggen achtentwintig Stolpersteine: eenentwintig in Brielle, een in Hellevoetsluis en zes in Oostvoorne.

### Brielle
In Brielle liggen eenentwintig Stolpersteine op vijf adressen.
| Afbeelding | Inscriptie                                                                        | Adres                       | Herdachte persoon                         |
| ---------- | --------------------------------------------------------------------------------- | --------------------------- | ----------------------------------------- |
|            | HIER WOONDE ESTHER COHEN GEB. 1879 VERMOORD 5.11.1942 AUSCHWITZ                   | Nobelstraat 67 Kaart (OSM)  | Esther Cohen (1879-1942)                  |
|            | HIER WOONDE MICHEL COHEN GEB. 1882 VERMOORD 5.11.1942 AUSCHWITZ                   | Nobelstraat 67 Kaart (OSM)  | Michel Cohen (1882-1942)                  |
|            | HIER WOONDE ELIZA LOUISE GAZAN GEB. 1935 VERMOORD 3.9.1943 AUSCHWITZ              | Nobelstraat 10 Kaart (OSM)  | Eliza Louise Gazan (1935-1943)            |
|            | HIER WOONDE HANNA GAZAN GEB. 1922 VERMOORD 30.9.1942 AUSCHWITZ                    | Nobelstraat 10 Kaart (OSM)  | Hanna Gazan (1922-1942)                   |
|            | HIER WOONDE IZAAK GAZAN GEB. 1891 VERMOORD 10.9.1943 AUSCHWITZ                    | Nobelstraat 10 Kaart (OSM)  | Izaak Gazan (1891-1943)                   |
|            | HIER WOONDE MIETJE GAZAN GEB. 1916 VERMOORD 21.5.1943 SOBIBOR                     | Nobelstraat 10 Kaart (OSM)  | Mietje Gazan (1916-1943)                  |
|            | HIER WOONDE MIETJE GAZAN GEB. 1921 VERMOORD 30.9.1942 AUSCHWITZ                   | Nobelstraat 85 Kaart (OSM)  | Mietje Gazan (1921-1942)                  |
|            | HIER WOONDE ROOSJE GAZAN GEB. 1924 VERMOORD 30.9.1942 AUSCHWITZ                   | Nobelstraat 10 Kaart (OSM)  | Roosje Gazan (1924-1942)                  |
|            | HIER WOONDE SALOMON GAZAN GEB. 1916 VERMOORD 30.9.1942 AUSCHWITZ                  | Nobelstraat 10 Kaart (OSM)  | Salomon Gazan (1916-1942)                 |
|            | HIER WOONDE SIMON GAZAN GEB. 1887 VERMOORD 21.5.1943 SOBIBOR                      | Nobelstraat 85 Kaart (OSM)  | Simon Gazan (1887-1943)                   |
|            | HIER WOONDE ELISA GAZAN-IZAKS GEB. 1896 VERMOORD 21.5.1943 SOBIBOR                | Nobelstraat 85 Kaart (OSM)  | Elisa Gazan-Izaks (1896-1943)             |
|            | HIER WOONDE ROOSJE LOUISA GAZAN-IZAKS GEB. 1896 ERMOORD 10.9.1943 AUSCHWITZ       | Nobelstraat 10 Kaart (OSM)  | Roosje Louisa Gazan-Izaks (1896-1943)     |
|            | HIER WOONDE GUUS KATAN GEB. 1935 VERMOORD 5.11.1942 AUSCHWITZ                     | Voorstraat 42 Kaart (OSM)   | Guus Katan (1935-1942)                    |
|            | HIER WOONDE ISRAEL LEVIE KATAN GEB. 1894 VERMOORD 31.3.1943 MIDDEN-EUROPA         | Voorstraat 42 Kaart (OSM)   | Israel Levie Katan (1894-1943)            |
|            | HIER WOONDE KAATJE CATO KATAN GEB. 1929 VERMOORD 5.11.1942 AUSCHWITZ              | Voorstraat 42 Kaart (OSM)   | Kaatje Cato Katan (1929-1942)             |
|            | HIER WOONDE LEVIE ISRAEL KATAN GEB. 1930 VERMOORD 5.11.1942 AUSCHWITZ             | Voorstraat 42 Kaart (OSM)   | Levie Israel Katan (1930-1942)            |
|            | HIER WOONDE FRANCISCA KATAN- BEERENBORG GEB. 1896 VERMOORD 5.11.1942 AUSCHWITZ    | Voorstraat 42 Kaart (OSM)   | Francisca Katan-Beerenborg (1896-1942)    |
|            | HIER WOONDE JACOB JOSEPH PHILIPSE GEB. 1877 OVERLEDEN 15.1.1943 AMSTERDAM         | Koopmanstraat 7 Kaart (OSM) | Jacob Joseph Philipse (1877-1943)         |
|            | HIER WOONDE PHILIPPINA JOSEPHINA PHILIPSE GEB. 1889 OVERLEDEN 3.5.1945 POORTUGAAL | Koopmanstraat 7 Kaart (OSM) | Philippina Josephina Philipse (1889-1945) |
|            | HIER WOONDE JANNETJE PHILIPSE- VAN BUREN GEB. 1845 VERMOORD 5.3.1943 SOBIBOR      | Koopmanstraat 7 Kaart (OSM) | Jannetje Philipse-Van Buren (1845-1943)   |
|            | HIER WOONDE RICA PHILIPSE- STRANDERS GEB. 1887 VERMOORD 14.5.1943 SOBIBOR         | Koopmanstraat 7 Kaart (OSM) | Rica Philipse-Stranders (1887-1943)       |

### Hellevoetsluis
In Hellevoetsluis ligt een Stolperstein.
| Afbeelding | Inscriptie                                                        | Adres           | Herdachte persoon          |
| ---------- | ----------------------------------------------------------------- | --------------- | -------------------------- |
|            | HIER WOONDE ROOSJE FRENKEL GEB. 1887 VERMOORD 5.11.1942 AUSCHWITZ | Oostzanddijk 8a | Roosje Frenkel (1887-1942) |

### Oostvoorne
In Oostvoorne liggen zes Stolpersteine op twee adressen.
| Afbeelding | Inscriptie                                                                  | Adres                      | Herdachte persoon                   |
| ---------- | --------------------------------------------------------------------------- | -------------------------- | ----------------------------------- |
|            | HIER WOONDE HERRI SALOMON VAN DIJK GEB. 1879 VERMOORD 19.10.1942 AUSCHWITZ  | Brielseweg 1 Kaart (OSM)   | Herri Salomon van Dijk (1879-1942)  |
|            | HIER WOONDE SAARTJE VAN DIJK- LEVIE GEB. 1876 VERMOORD 19.10.1942 AUSCHWITZ | Brielseweg 1 Kaart (OSM)   | Saartje van Dijk-Levie (1876-1942)  |
|            | HIER WOONDE BENJAMIN LEO WESSELS GEB. 1926 VERMOORD 22.3.1945 BERGEN-BELSEN | Stationsweg 14 Kaart (OSM) | Benjamin Leo Wessels (1926-1945)    |
|            | HIER WOONDE IZAAK WESSELS GEB. 1886 VERMOORD 27.8.1943 AUSCHWITZ            | Stationsweg 14 Kaart (OSM) | Izaak Wessels (1886-1943)           |
|            | HIER WOONDE NATHAN BENJAMIN WESSELS GEB. 1922 VERMOORD 30.9.1942 AUSCHWITZ  | Stationsweg 14 Kaart (OSM) | Nathan Benjamin Wessels (1922-1942) |
|            | HIER WOONDE ANTJE WESSELS- VAN DIJK GEB. 1887 VERMOORD 27.8.1943 AUSCHWITZ  | Stationsweg 14 Kaart (OSM) | Antje Wessels-van Dijk (1887-1943)  |

## Data van plaatsingen
- 25 juli 2011: Voorne aan Zee (Brielle, Hellevoetsluis en Oostvoorne)